# Włościejewki

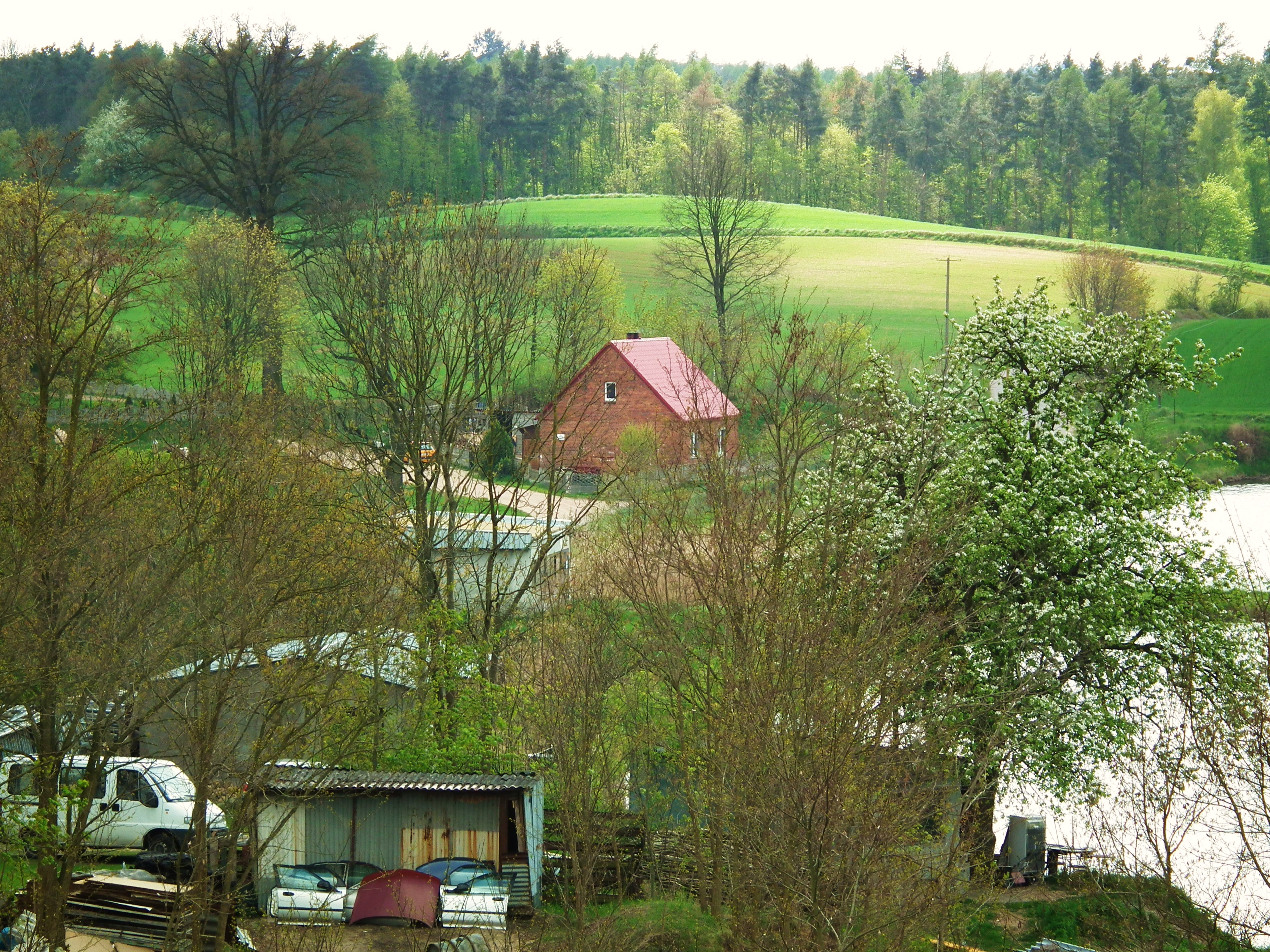
Fragment wsi wraz z otoczeniem

Włościejewki – wieś w Polsce położona w województwie wielkopolskim, w powiecie śremskim, w gminie Książ Wielkopolski.
W latach 1975–1998 miejscowość administracyjnie należała do województwa poznańskiego.
Wieś położona 3 km na południowy zachód od Książa Wielkopolskiego przy drodze powiatowej nr 4080 z Dolska do Książa Wielkopolskiego oraz przy drodze bocznej do Feliksowa. Otoczona pagórkami, w sąsiedztwie jeziora.
Z 1382 roku pochodzi pierwsza wzmianka o Włościejewkach (ówczesna nazwa – Vloszczegow) w dokumentach, które mówiły o Dobrogoście Włościejewskim. W 1816 r. wieś stanowiła własność płk. Andrzeja Niegolewskiego (1787-1857) – napoleończyka, uczestnika szarży pod Samosierrą. W 1819 r. urodził się we Włościejewkach Władysław Niegolewski (zm. 1885) – poseł na sejm pruski, prawnik, działacz społeczny.
Zabytkami prawnie chronionymi są:
- kościół Niepokalanego Poczęcia Najświętszej Marii Panny z pocz. XVI w., z ozdobnym szczytem schodkowym, we wnętrzu znajduje się neogotycki ołtarz główny z obrazem Matki Boskiej z Dzieciątkiem z poł. XVIII w., uchodzący za cudowny, w otoczeniu kościoła znajduje się tablica eklektyczna znajdująca się w bocznej kaplicy, wystawiona w 200-lecie bitwy pod Wiedniem oraz głaz ze śladami stóp Matki Boskiej wmurowany w zewnętrzną ścianę kościoła, kościół jest niekoronowanym sanktuarium maryjnym[7];
- Dwór we Włościejewkach Niegolewskich z pocz. XIX w., rozbudowany o piętrowe skrzydło pod koniec XIX w.;
- park krajobrazowy z XVIII w., a w nim m.in. dwa platany kloniste o obwodzie 320 i 490 cm, osiem dębów szypułkowych, cztery lipy drobnolistne.

Innymi atrakcjami są:
- grodzisko – stożkowate, późnośredniowieczne ze śladami murów po dworze Pasikoniów – Włościejewskich, a na nim brzoza biała o obwodzie 480 cm i wierzba o obwodzie 440 cm;
- Jezioro Włościejewki – powierzchnia: 5,5 ha, stara nazwa: Pluty.

## Urodzeni i zmarli
- Władysław Niegolewski ( 1819–1885), herbu Grzymała, urodzony
- Kazimierz Niegolewski (1823–1885), herbu Grzymała, zmarły[8].